# Martin Carlin
Martin Carlin (Friburgo in Brisgovia, 1730 – Parigi, 1785) è stato un ebanista francese.

## Biografia

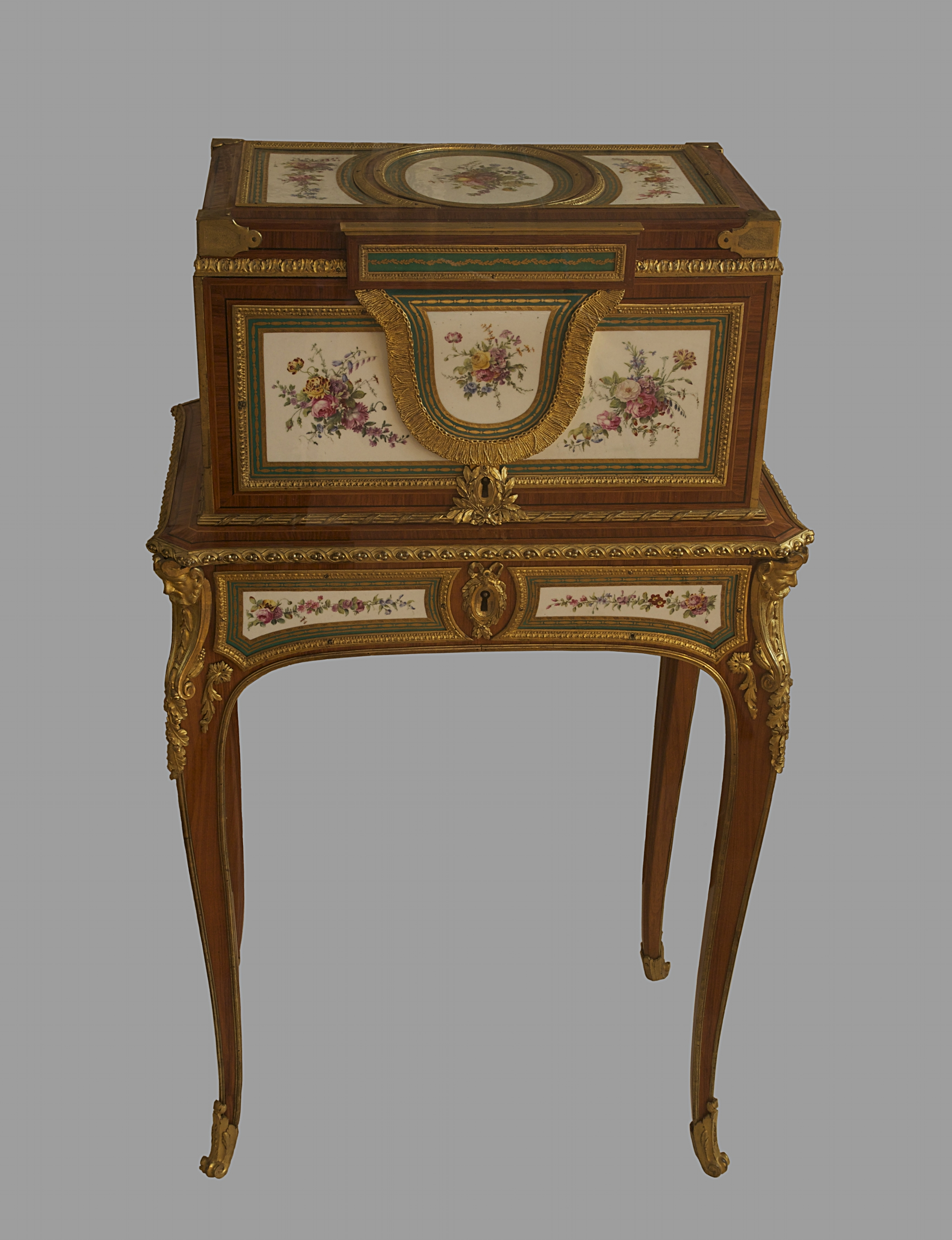
Tavolino dei gioielli Maria Antonietta

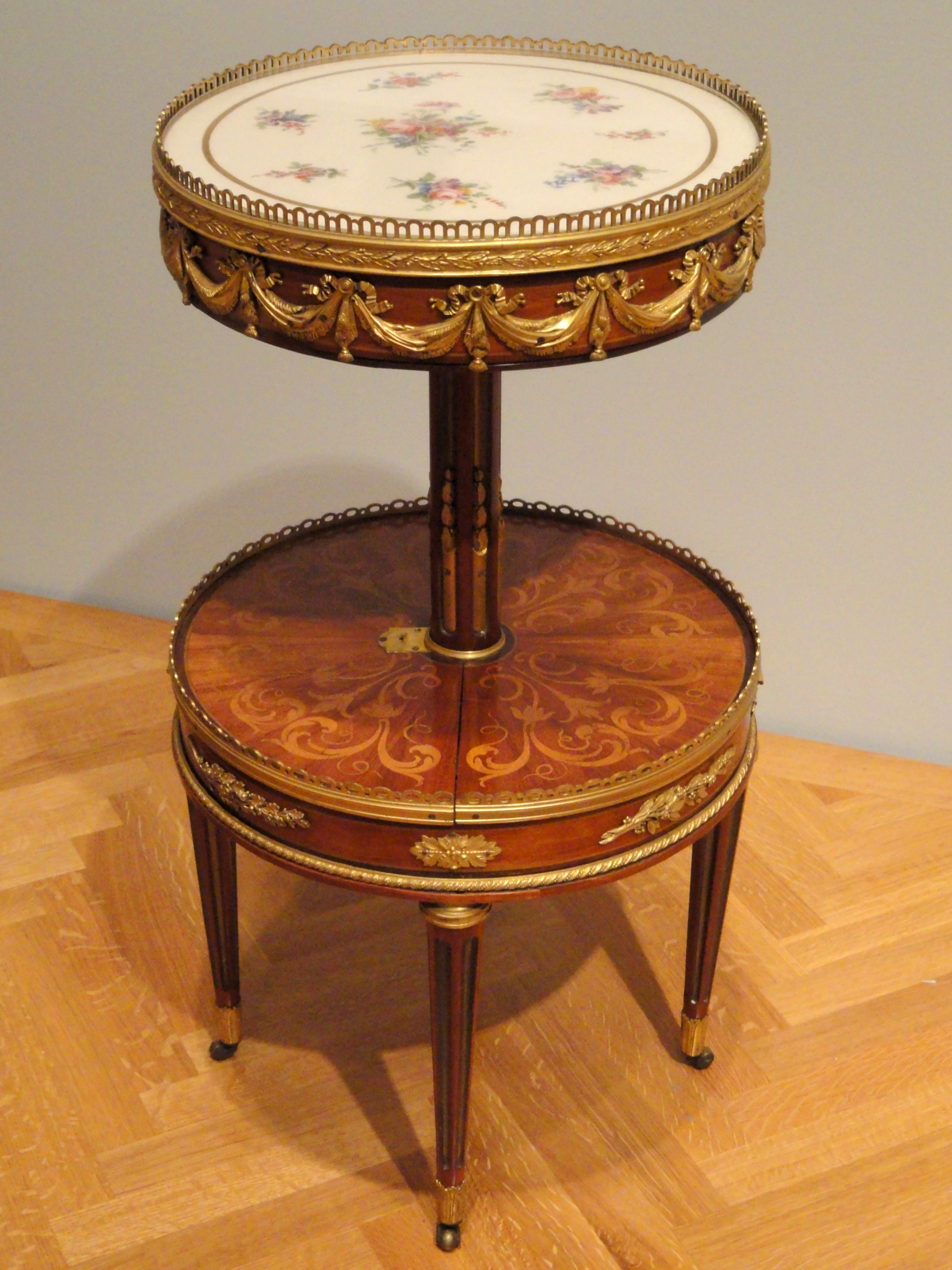
Tavolo da toilette (1775-1785 circa), piano in porcellana di Sèvres, Cleveland Museum of Art.

Carlin incominciò la sua carriera nella bottega di Jean-François Oeben, di cui sposò la sorella.
Quando si mise in proprio, lavorò in una sua bottega presso Faubourg Saint-Antoine, uno dei più suggestivi quartieri parigini.
Carlin distribuì i suoi prodotti esclusivamente con mercanti e commercianti, come il noto Simon-Philippe Poirier ed il suo partner Dominique Daguerre, attivi anche come decoratori-disegnatori.
Per decorare alcuni dei suoi mobili, Carlin si rivolse alla rinomate placchette di porcellana di Sèvres.
Diversamente alla maggior parte dei suoi contemporanei, si allontanò dallo stile Luigi XV, per accostarsi al gusto dello stile Luigi XVI, più raffinato ed elegante, pur conservando qualche traccia di rococò, come nel caso del bureau à gradin del 1766, considerato il suo capolavoro.
La sua vasta produzione comprese mobili di vario tipo, realizzati con grande dispiego di fantasia, gran parte dei quali commissionati da Maria Antonietta e dalle zie di Luigi XVI di Francia. I suoi lavori si impreziosirono grazie alle decorazioni di placche di porcellana, ai festoni in bronzo, ai mosaici, ai marmi policromi, ai fregi di ispirazioni classiche.

## Opere principali
Bonheur-du-jour (tavolo detto a panca)
- Bonheur-du-jour, 1765, Bowes Museum, Regno Unito
- Bonheur-du-jour, 1766, Musée Nissim-de-Camondo, Francia
- Bonheur-du-jour, 1766, Waddesdon Manor, Regno Unito
- Bonheur-du-jour, 1768, Boughton House, Regno Unito
- Bonheur-du-jour, 1768, consegnato a Marie-Jeanne Bécu, contessa Du Barry, Metropolitan Museum of Art, Stati Uniti
- Bonheur-du-jour, 1769, Metropolitan Museum of Art, Stati Uniti
- Bonheur-du-jour, 1770, Metropolitan Museum of Art, Stati Uniti
- Bonheur-du-jour, 1770, The Huntington Library, Stati Uniti
- Bonheur-du-jour, 1770, Waddesdon Manor, Regno Unito
- Bonheur-du-jour, 1771, The Huntington Librar, Stati Uniti
- Bonheur-du-jour, 1774, Metropolitan Museum of Art, Stati Uniti

Bureau plat (tavolo per scrivere)
- Bureau plat, 1778, consegnato alla duchessa Marie Féodorovna e al duca Paul Petrovitch di Russia per il Palazzo di Pavlovsk, Getty Museum, Stati Uniti

Cabinet
- Cabinet, c. 1783, Royal Collection, Regno Unito

Coffret à bijoux

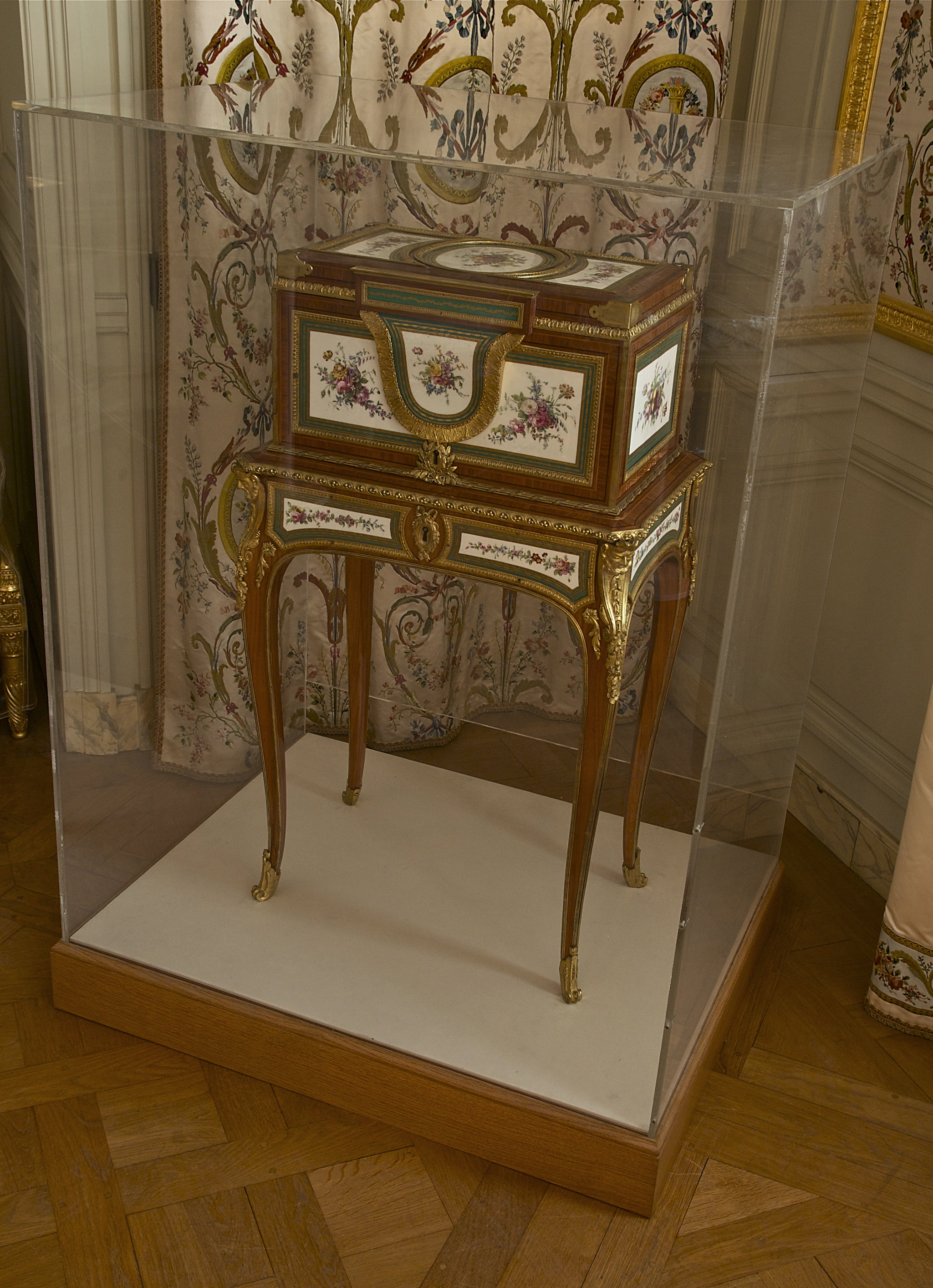
Coffret à bijoux, 1770 (Versailles)

- Coffret à bijoux, 1770, consegnato a Maria-Antoinetta per la Petit Trianon, Château de Versailles, Francia
- Coffret à bijoux, c. 1770, consegnato alla contessa du Barry, Metropolitan Museum of Art, Stati Uniti
- Coffret à bijoux, c. 1774, consegnato alla duchessa Marie Féodorovna e al duca Paul Petrovitch di Russia per il Palais de Pavlovsk, Detroit Museum of Art, Stati Uniti

Il Metropolitan Museum of Art ha tre pezzi:
- Coffret à bijoux, c. 1775, Metropolitan Museum of Art, Stati Uniti
- Coffret à bijoux, c. 1775, Metropolitan Museum of Art, Stati Uniti
- Coffret à bijoux, c. 1775, Metropolitan Museum of Art, Stati Uniti
- Coffret à bijoux, 1774, Museo del Louvre, Parigi, per la duchessa di Mazarin

Commode à vantaux
- Commode à vantaux, c. 1778, decorato con pannelli in pietra dura (uno dei pezzi più belli di Carlin), Royal Collection, Regno Unito

Encoignure
- Paire d'encoignures, 1772, Wallace Collection, Regno Unito

Pupitre
- Music-stand, 1770-75, Getty Museum

Pupitre et table à écrire
- Music-stand and writing-table, 1786, donato da Maria Antonietta alla signora William Eden (in seguito Lady Auckland), V&A, Regno Unito

Pupitre à lecture
- Reading stand, c. 1780, V&A, Regno Unito

Secrétaire
- Secrétaire non datato, Palazzo del Quirinale, Sala della Vittoria, Roma, Italia
- Secrétaire, 1775, Getty Museum
- Secrétaire, 1776, Wallace Collection
- Secrétaire, 1776-77, Getty Museum

Secrétaire à abattant
- Secrétaire à abattant, 1770-80, V&A, Regno Unito

Table à ouvrage
- Table à ouvrage, 1770, consegnato alla duchessa di Mazarin nel 1779, Getty Museum, Stati Uniti
- Table à ouvrage, 1773, Getty Museum, Stati Uniti
- Table à ouvrage, 1775, V&A, Regno Unito
- Table à ouvrage, 1783-84, Wallace Collection, Regno Unito
- Table à ouvrage, 1786, donato da Maria-Antoinetta alla signora William Eden (futura Lady Auckland), V&A, Regno Unito